# Хадсон, Роберт
Роберт Хадсон (англ. Robert Hudson; род. 1938, Солт-Лейк-Сити, Юта) — американский художник, известен ассамбляжами и масштабной полихромной скульптурой из металла.

## Биография
Роберт Хадсон родился в 1938 году в Солт-Лейк-Сити (штат Юта), вырос в Ричленде (штат Вашингтон). Получил степень бакалавра искусств в 1961 году и степень магистра искусств в 1963 году в Художественном институте Сан-Франциско.

## Творчество
Основанные на ассамбляжной скульптуре фанк-арта Калифорнии конца 1950-х и 1960-х годов, его пространственно и формально сложные работы характеризуются иронией. Хадсон наиболее известен своей сложной, остроумной, полихромной сварной скульптурой, но творчество художника также включает в себя живопись, керамику и ассамбляжи. Хадсон работает без плана и использует множество образов — иногда символические и фантастические, иногда строгие и геометрические.
В 1993 году Музей современного искусства Сан-Франциско устроил ретроспективу работ Хадсона, а в 2005—2006 годах в Sonoma County Museum прошла обзорная выставка работ художника, начиная с 1977 года.

## Персональные выставки
| - 2007 Frank Lloyd Gallery, Санта-Моника - 2007 Found Objects, Perimeter Gallery, Чикаго - 2005 Robert Hudson: The Sonoma County Years, 1977—2005, Sonoma County Museum, Калифорния - 2005 Perimeter Gallery, Чикаго - 2004 B. Sakato Garo, Sacramento, Калифорния - 2003 Frank Lloyd Gallery, Санта-Моника - 2000 Frank Lloyd Gallery, Санта-Моника - 1998 Nancy Margolis Gallery, Нью-Йорк - 1996 Morgan Gallery, Канзас - 1995 Struve Fine Arts, Чикаго - 1994 John Berggruen Gallery, Сан-Франциско - 1991 John Berggruen Gallery, Сан-Франциско - 1990 Fresno Art Museum, Калифорния - 1989 Fresno Art Museum, Калифорния - 1989 Dorothy Goldeen Gallery, Санта-Моника; Frumkin Adams Gallery, Нью-Йорк - 1987 Dorothy Goldeen Gallery, Санта-Моника - 1986 Allan Frumkin Gallery, Нью-Йорк | - 1985 Robert Hudson: A Survey, San Francisco Museum of Modern Art; Albright-Knox Art Gallery, Нью-Йорк; The Art Museum at Florida International University, Майями; Laguna Beach Museum of Art, Калифорния - 1984 Allan Frumkin Gallery, Нью-Йорк - 1984 Richard Eugene Fuller Art Gallery, Beaver College, Glenside, Пенсильвания - 1983 Morgan Gallery, Shawnee Mission, Канзас; Richard L. Nelson Gallery & the Fine Arts Collection, Университет Калифорнии, Дэвис - 1982 Hansen Fuller Gallery, Сан-Франциско - 1981 Allan Frumkin Gallery, Нью-Йорк - 1979 Hansen Fuller Gallery, Сан-Франциско; Miami Dade Community College, Флорида - 1978 Allan Frumkin Gallery, Нью-Йорк - 1977 Moore College of Art, Филадельфия - 1977 Hansen Fuller Gallery, Сан-Франциско - 1977 Portland Center for the Visual Arts, Орегон - 1977 Two California Artists: Robert Hudson and Roy De Forest, Институт современного искусства, Бостон - 1976 Allan Frumkin Gallery, Нью-Йорк | - 1975 Hansen Fuller Gallery, Сан-Франциско - 1973 Hansen Fuller Gallery, Сан-Франциско - 1973 Work in Porcelain, Художественный музей Сан-Франциско - 1973 Robert Hudson/Richard Shaw: Work in Porcelain, E.G. Gallery, Канзас - 1972 The Star Show, University Art Museum, Университет Калифорнии, Беркли; Allan Frumkin Gallery, Чикаго - 1971 Allan Frumkin Gallery, Нью-Йорк - 1970 Michael Walls Gallery, Сан-Франциско - 1968 Allan Frumkin Gallery, Чикаго - 1967 Nicholas Wilder Gallery, Лос-Анджелес - 1965 Robert Hudson Sculpture: 1965 Nealie Sullivan Award Exhibition, Diego Rivera Gallery, San Francisco Art Institute, Сан-Франциско - 1965 Allan Frumkin Gallery, Нью-Йорк - 1964 Lanyon Gallery, Пало Альто, Калифорния - 1962 Bolles Gallery, Сан-Франциско - 1961 Batman Gallery, Сан-Франциско; Richmond Art Center, Калифорния |

## Публичные коллекции
| - Addison Gallery of American Art, Phillips Academy, Andover, Массачусетс - Albright-Knox Art Gallery, Buffalo, Нью-Йорк - The Art Institute of Chicago - Atlantic Richfield, Лос-Анджелес - AT&T Corporation - Crocker Art Museum, Сакраменто - Henry Art Gallery, University of Washington, Сиэтл - Hirshhorn Museum and Sculpture Garden, Smithsonian Institute, Вашингтон - Los Angeles County Museum of Art - Museum of Fine Arts, Бостон - The Museum of Modern Art, Нью-Йорк | - The Oakland Museum of Art, Калифорния - Palm Springs Desert Museum, Калифорния - Philadelphia Museum of Art - The Saint Louis Art Museum - San Francisco Arts Commission - San Francisco Museum of Modern Art - Stedelijk Museum, Амстердам, Нидерланды - University Art Museum and Pacific Film Archive, Университет Калифорнии, Беркли - Utah Museum of Fine Arts, Солт-Лейк-Сити - Whitney Museum of American Art, Нью-Йорк |